# D.A.R.V.O.
D.A.R.V.O. (skr. od ang. deny, attack and reverse victim and offender, pol. zaprzecz, zaatakuj, zmień ofiarę w krzywdziciela) – schemat opisujący kształtowanie się i przebieg przemocy domowej stosowany przez sprawcę wobec ofiary po ucieczce tej drugiej od partnera.
Schemat został opracowany w 1997 przez dwie amerykańskie badaczki: Jennifer Joy Freyd oraz Sarah Harsey. Według nich jego sekwencje powtarzają się prawie zawsze, kiedy kobieta podejmuje decyzje o opuszczeniu przemocowego związku. Były partner nie jest w stanie pogodzić się z utratą władzy oraz kontroli i dąży do ukarania kobiety, a także jej zastraszenia i odebrania jej społecznej wiarygodności poprzez zamianę ról kata-ofiary. Kwestionuje istnienie przemocy w przeszłości, przekonuje o doskonałym sprawowaniu roli ojca i męża. Wpiera ofierze kłamstwa, dwulicowość, brak równowagi psychicznej i napastliwość. Równocześnie dba o swój wizerunek grając rolę dobrego sąsiada i kolegi. W takich warunkach ofiara traci faktycznie wiele ze swojej wiarygodności, ponieważ najczęściej przeżyła traumę i jest psychicznie wyniszczona. Denerwuje się, mówi nieskładnie, nie potrafi precyzyjnie wyrażać myśli lub zamyka się w sobie. W tym czasie sprawca jest opanowany, grzeczny i spokojny, dysponując częstokroć znacznie większymi zasobami finansowymi lub rzeczowymi. Kupuje dzieciom podarunki, ale nie płaci alimentów. Stosuje też stalking sądowy, czyli przemoc procesową, składając kilka lub kilkanaście pozwów przeciwko byłej partnerce w różnych, często drobnych sprawach (mogą one dotyczyć uzależnień, kradzieży, pobić, nękania, braku odpowiedniej opieki nad dziećmi, czy chorób psychicznych). Wszystkie te działania mają na celu skompromitowanie ofiary w oczach rodziny, pracodawcy i nauczycieli.
Sprawca stara się wszelkimi środkami odwrócić role ofiary i sprawcy w taki sposób, że sprawca przyjmie rolę ofiary i zmienia faktyczną ofiarę w domniemanego sprawcę. Dzieje się tak na przykład wówczas, gdy sprawca przyjmuje rolę „fałszywie oskarżonego” i atakuje wiarygodność oskarżyciela lub wręcz obwinia oskarżyciela o bycie sprawcą fałszywego oskarżenia.
D.A.R.V.O. jako koncepcja opiera się na obserwacji i analizie. Autorki nie przeprowadziły systematycznych badań empirycznych. Nie jest też znane żadne systematyczne badanie sprawdzające spójność opracowanego schematu. Inni obserwatorzy prawdopodobnie zauważyli te same zjawiska i zjawiska pokrewne, używając innych terminów. Na razie koncepcja jest przedstawiana jako termin użyteczny do przewidywania zachowania sprawców po pociągnięciu ich do odpowiedzialności. Zapoznanie się ze schematem pomaga zrozumieć, w jaki sposób sprawcy mogą wymusić milczenie ofiar poprzez mechanizm samoobwiniania się.